# マイコスポリン様アミノ酸
マイコスポリン様アミノ酸（マイコスポリンようアミノさん、MAAs<マーズ>、Mycosporine-like amino acids）は、シクロへキセノン環またはシクロヘキシニミン環を有する水溶性のアミノ酸誘導体である。

## 概要
1990年にLesserらにより初めて報告されて以降、30年に渡って各国の研究者が研究を継続しており、PubMedでは2021年12月末現在で、330報を超える論文が検索される。
MAAsには付加されるアミノ酸やイミノアルコールの違いによってポルフィラ-334、シノリン、アステリア-330、マイコスポリン-グリシンなど30種類以上の構造が報告されている。MAAs、バクテリア、藻、菌類及び植物ではシキミ酸経路により生合成され、必須芳香環アミノ酸であるフェニルアラニン、チロシン及びトリプトファンが原料となっている。また、ペントースリン酸経路も関与していることが報告されている。MAAsは、シアノバクテリア、植物プランクトン、藻類など様々な水生生物などを中心に見出されている。
様々な基源からのMAAsの精製が試みられてきたが、工程数が多く、回収率が低くなってしまうとの課題があり、化粧品原料として実用化はされてこなかった。
アメリカ合衆国オレゴン州の淡水湖アッパークラマス湖に自生するラン藻アファニゾメノン・フロスアクエ（Aphanizomenon flos-aquae）から、ポルフィラ-334、シノリン、パリチンなどのMAAsが抽出され、NMRで同定されている。ラン藻は24億年前に地球上に出現し、初めて光合成を行なったと考えられている。この湖は、森林公園、国立公園や国立野生動物保護区などの自然環境に囲まれており、噴石由来のミネラル分に恵まれており、このラン藻が自生する唯一の湖である。
藻類でのMAAs含量はUVの強度に応じて大きく変わり、UVが強い浅い水面に多く、また、季節的には夏から秋にかけて多いとの報告がある。収穫されたラン藻は乾燥粉末化され、スーパーフードの一つとして飲料やサプリメントに配合されており、長年の食経験があり、安全性が高い。このラン藻より精製されたラン藻エキスには、ポルフィラ-334及びシノリンが主要なものであったと報告されている。
MAAsを配合した化粧品が発売され、化粧品への応用が進められている他、飲む日焼け止めへの応用も期待されている。

## 生合成経路
MAAsは、バクテリア、藻、菌類及び植物ではシキミ酸経路により生合成され、必須芳香族アミノ酸であるフェニルアラニン、チロシン及びトリプトファンが原料となっている。また、ペントースリン酸経路も関与していることが報告されている。

## 紫外線防止作用
MAAsの吸収極大（λmax）は、268-362nmであり、地表に届くUV（295-400nm）の広い領域をカバーする。UV防御のレンジが広いこと、化合物の安定性が高いことが特徴である。またUVを単に吸収し、熱として逃すだけでなく、抗酸化、抗炎症などの働きにより、光老化を防ぐことができると期待される。なぜ他のUV吸収剤と比べて安定であるか検討されている。主にポルフィラ-334、シノリン及びマイコスポリングリシンについて研究が行われており、これらの化合物は、水溶液中では光安定性が非常に高いことが報告されている。
MAAsは、活性酸素種ROSを発生させることなく、励起に用いられたUVのエネルギーを熱として逃しているとされている。シノリンは特に光に対する安定性が高く、これは、C＝N二重結合の近傍での異性化に関与したN-R1基の置換のためであろうと推察されている[8]。MAAsのUV防御作用は、物理的にUVを吸収して、熱として発散するだけでなく、抗酸化作用、抗炎症作用、DNAダメージからの保護、タンパク質の抗糖化作用、コラゲナーゼ阻害作用なども併せ持っているので、光老化を抑制するという面から見ても非常に有望である。

## 保湿作用
皮膚の真皮に存在する線維芽細胞は、コラーゲン、エラスチン及びヒアルロン酸を産生し、皮膚のハリや保湿に関与している。ヒト培養線維芽細胞を用いたin vitro試験から、MAAsには線維芽細胞増殖作用及びヒアルロン酸分泌促進作用があることが示され、そのシグナルメカニズムが報告されている。　
この報告により、MAAsは、p38、MSK1、CREB、c-Fos及びAP-1から成る細胞内シグナルカスケードの活性化を通して、HAS2 mRNAレベルを亢進させることによりヒアルロン酸の分泌を刺激することが明らかとなった。また、同時に、コラーゲン及びエラスチンのmRNA発現レベルも亢進することも示されている。分子量500kDa以上の成分は肌の奥に入りにくいと言われているが、MAAsの分子量は、300-400kDaであることから、肌の奥まで浸透しやすいと考えられる。

## 抗酸化・抗炎症作用
ポルフィラ-334とシノリンには抗酸化作用が認められ、Keap-1とNrf2の結合に対する直接的なアンタゴニストであると報告されている。Nrf2は、抗酸化剤応答配列AER (antioxidant responsive element)を介した転写レベルの発現調節に関与している。一方、Nrf２は、Keap1との結合により、核内移行が抑制されているが、酸化ストレスに晒されるとNrf2とKeap1は解離し、ストレス応答の転写システムが動き出す。In vitroでのKeap1-Nrf2の結合は、MAAsにより競合阻害を受けただけではなく、UVA照射により酸化ストレスを受けたヒト線維芽細胞において、MAAsはNrf２により制御されている抗酸化応答系を誘導させたことが報告されている。
緑藻から分離されたポルフィラ-334、シノリン及びマイコスポリングリシンについて、ヒト線維芽細胞HaCaT株を用いて検討した結果、マイコスポリングリシンが、炎症で典型的に亢進する遺伝子COX-2のmRNAの発現を用量依存的に有意に抑制していた。LPS刺激されたマクロファージRAW264.7をマイコスポリングリシンで前処理すると、抗炎症を調節する制御系であるiNOSとCOX-２の発現を有意に抑制した。さらに、スサビノリ由来のポルフィラ-334及びシノリンについて検討した結果、UVで光老化を誘導したマウスの背部皮膚において、炎症に関与するサイトカインであるNF-κB、IL-1β、IL-6及びIL-10のmRNA発現を有意に抑制していた。